# Chucul
Chucul es una localidad situada en el este del departamento Río Cuarto, provincia de Córdoba, Argentina.
Dista de la Ciudad de Córdoba en 229 km.
La principal fuente de ingresos es la agricultura y la ganadería. La localidad se formó gracias al ferrocarril y, con el cierre de éste, lo que antes era una localidad pujante pasó a ser un pequeño paraje en medio de la llanura pampeana.

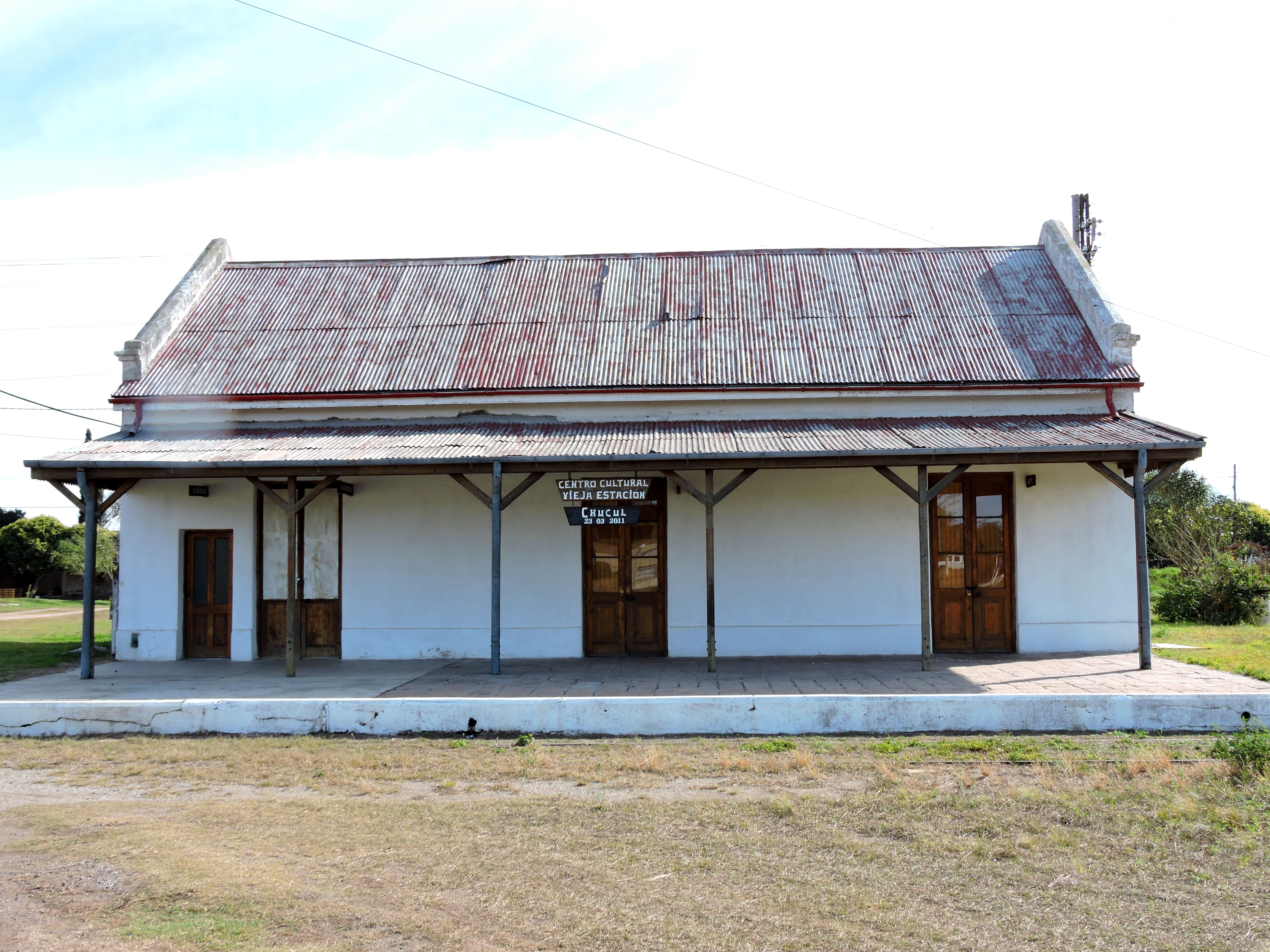
Estación Chucul

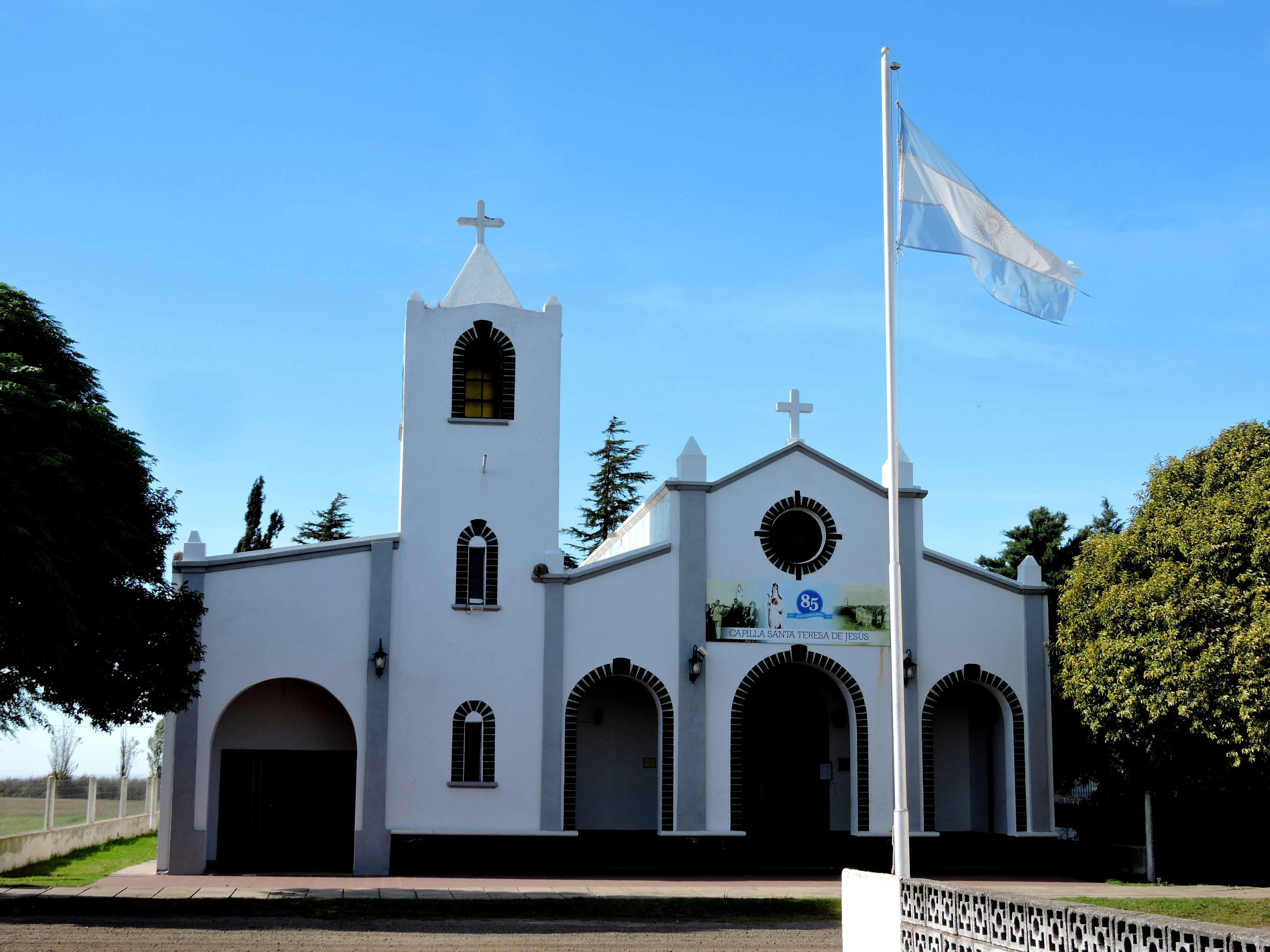
Capilla Santa Teresa de Chucul

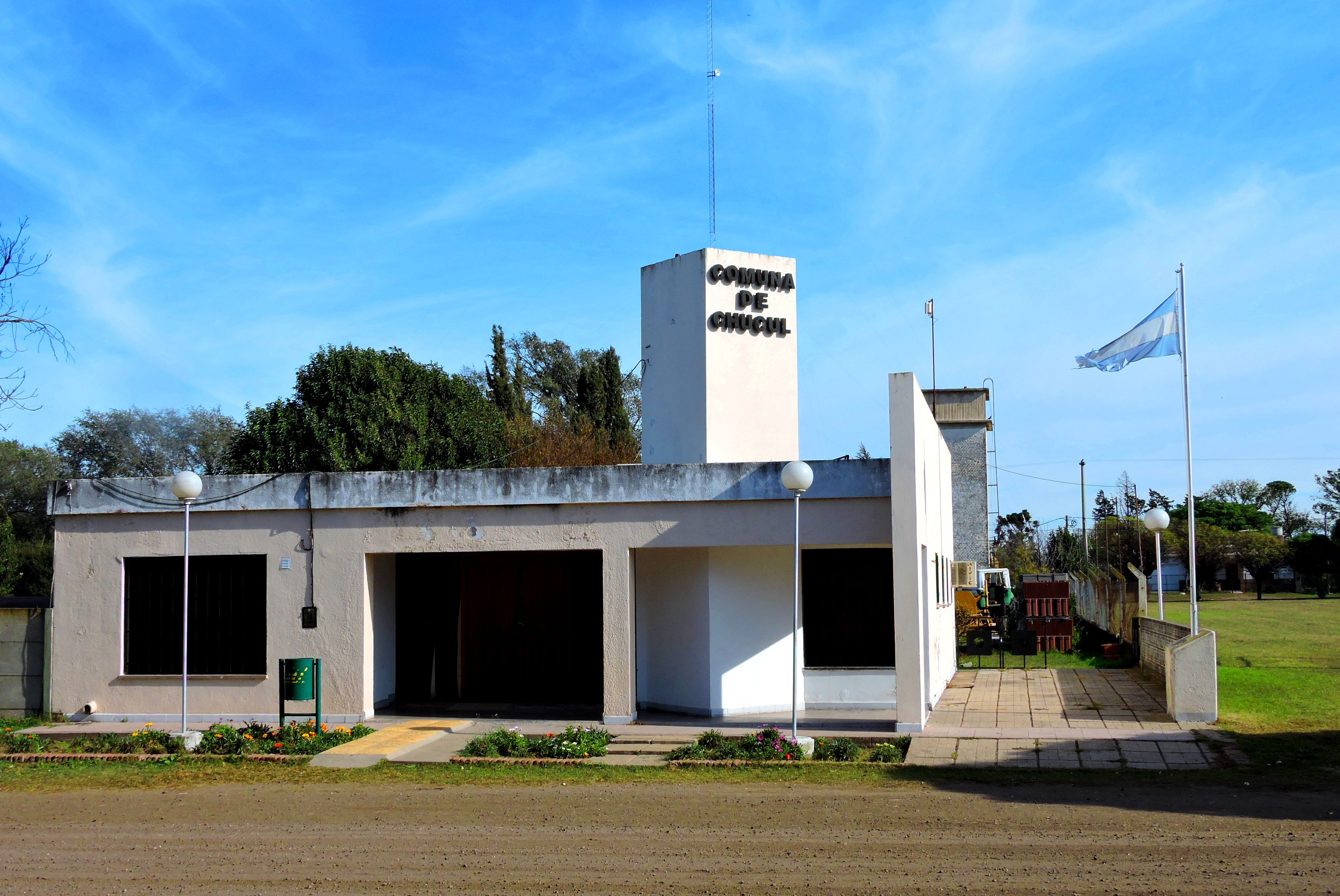
Comuna de Chucul

## Población
Cuenta con 576 habitantes (Indec, 2022), lo que representa un incremento del 47,3% frente a los 304 habitantes (Indec, 2010) del censo anterior.
| Gráfica de evolución demográfica de Chucul entre 1991 y 2022 |
|                                                              |
| Fuente: Censos nacionales del INDEC                          |

## Sismicidad
La sismicidad de la región de Córdoba es frecuente y de intensidad baja, y un silencio sísmico de terremotos medios a graves cada 30 años en áreas aleatorias. Sus últimas expresiones se produjeron:
- 22 de septiembre de 1908 (116 años), a las 17.00 UTC-3, con 6,5 Richter, escala de Mercalli VII; ubicación 33°00′33″S 76°30′0″O / -33.00917, -76.50000; profundidad: 100 km; produjo daños en Deán Funes, Cruz del Eje y Soto, provincia de Córdoba, y en el sur de las provincias de Santiago del Estero, La Rioja y Catamarca[2]
- 16 de enero de 1947 (78 años), a las 2.37 UTC-3, con una magnitud aproximadamente de 5,5 en la escala de Richter (terremoto de Córdoba de 1947)[1]
- 28 de marzo de 1955 (70 años), a las 6.20 UTC-3 con 6,9 Richter: además de la gravedad física del fenómeno se unió el desconocimiento absoluto de la población a estos eventos recurrentes (terremoto de Villa Giardino de 1955)
- 7 de septiembre de 2004 (20 años), a las 8.53 UTC-3 con 4,1 Richter
- 25 de diciembre de 2009 (15 años), a las 21.42 UTC-3 con 4,0 Richter